# Байзакский район
Байза́кский райо́н (до 20 декабря 1995 года — Свердло́вский райо́н; каз. Байзақ ауданы) — административная единица в составе Жамбылской области Казахстана.
Административный центр — село Сарыкемер.

## Физико-географическая характеристика

### Географическое положение
Административное-территориальное образование расположено в юго-западной части Жамбылской области. Площадь района — 4 463,85 км², составляет 3,08 % территории области и занимает 8-е место по данному показателю. Территория Байзакского района расположена на четырёх агроклиматических зонах: северная часть района — абсолютно сухая, центральная — сухая и жаркая, южная — в сухой предгорной зоне. Административно, Байзакский район граничит на севере с Мойынкумским районом, на востоке — районом им. Т. Рыскулова, на юге и юго-западе — Жамбылским районом и городской администрацией Тараз, на западе — Таласским районом. На территории района также располагаются своеобразные «анклавы» Жамбылского и Жуалынского районов.

### Климат
Климат континентальный. Зима сравнительно мягкая, лето жаркое, знойное. Средние температуры января −7°С, июля 26°С. Осадков выпадает 150—300 мм в год.

### Рельеф и гидрография
Рельеф района — в основном равнинный. Юго-западная часть района представлена густонаселённой городской и сельской местностями, снабжающаяся рекой Талас, южная часть — преимущественно предгорной (отроги Киргизского Алатау), северная часть — гребенными, песчаными долинами и сухими равнинами — степью. Гидрография района представлена рекой Талас. Имеются озёра: Карабакыр, Кенес-2, Жиеналы, Войнское, Юбилейное, Сарыбалдак, Шалке, Каракайнар. Состав земли: горно-луговые, лугово-сероземы, лугово-болотные.

### Флора и фауна
Растут полынь, типчак, терискен, осока, саксаул и другие. Обитают волк, лисица, корсак, ондатра, сурок, сайгак; из птиц: фазаны, утки, цапли.

## История
Изначально район был образован как Свердло́вский, с административным центром в селе Михайловка, названный в честь советского государственного деятеля, революционера Я. М. Свердлова постановлением № 89 Южно-Казахстанского облисполкома от 4 февраля 1938 года:8. Указом Президента Республики Казахстан «О переименовании Свердловского района Жамбылской области» от 20 декабря 1995 года, — Свердловский район был переименован в Байза́кский, по имени батыра Байзака Мамбетулы, участника восстания 1821 года.
Постановлением Президиума Верховного Совета Республики Казахстан от 19 марта 1992 года № 1070 «О присвоении наименований и переименовании отдельных административно-территориальных единиц Республики Казахстан», село Михайловка, административный центр Байзакского района, был переименован в село Сарыкеме́р.

## Население

### Динамика численности
| Динамика численности населения Байзакского района | Динамика численности населения Байзакского района | Динамика численности населения Байзакского района | Динамика численности населения Байзакского района | Динамика численности населения Байзакского района | Динамика численности населения Байзакского района | Динамика численности населения Байзакского района | Динамика численности населения Байзакского района | Динамика численности населения Байзакского района | Динамика численности населения Байзакского района | Динамика численности населения Байзакского района |
| 1939                                              | 1959                                              | 1970                                              | 1979                                              | 1989                                              | 1999                                              | 2002                                              | 2003                                              | 2004                                              | 2005                                              | 2006                                              |
| ------------------------------------------------- | ------------------------------------------------- | ------------------------------------------------- | ------------------------------------------------- | ------------------------------------------------- | ------------------------------------------------- | ------------------------------------------------- | ------------------------------------------------- | ------------------------------------------------- | ------------------------------------------------- | ------------------------------------------------- |
| 24 570                                            | ↗31 768                                           | ↗51 840                                           | ↗59 319                                           | ↗62 220                                           | ↗68 719                                           | ↗70 800                                           | ↗71 807                                           | ↗73 378                                           | ↗74 638                                           | ↗76 832                                           |
| 2007                                              | 2008                                              | 2009                                              | 2010                                              | 2011                                              | 2012                                              | 2013                                              | 2014                                              | 2015                                              | 2016                                              | 2017                                              |
| ↗78 721                                           | ↗78 754                                           | ↗82 784                                           | ↗84 716                                           | ↗87 760                                           | ↗91 362                                           | ↗93 860                                           | ↗94 845                                           | ↗96 522                                           | ↗98 860                                           | ↗102 999                                          |
| 2018                                              | 2019                                              | 2020                                              | 2021                                              | 2022                                              | 2023                                              |                                                   |                                                   |                                                   |                                                   |                                                   |
| ↗103 675                                          | ↗105 986                                          | ↗107 671                                          | ↗109 744                                          | ↗111 080                                          | ↘105 657                                          |                                                   |                                                   |                                                   |                                                   |                                                   |

### Национальный состав
| №  | Национальность | 1939 год          | 2009 год          | 2023 год           |
| -- | -------------- | ----------------- | ----------------- | ------------------ |
| 1  | Казахи         | 15 860 (64,55 %)  | ↗69 703 (84,20 %) | ↗87 971 (83,26 %)  |
| 2  | Турки          | —                 | 7 358 (8,89 %)    | ↗7 476 (7,08 %)    |
| 3  | Русские        | 4 710 (19,17 %)   | ↘2 396 (2,89 %)   | ↘2 361 (2,23 %)    |
| 4  | Азербайджанцы  | 327 (1,33 %)      | ↗517 (0,62 %)     | ↗2 030 (1,92 %)    |
| 5  | Курды          | —                 | 844 (1,02 %)      | ↗1 230 (1,16 %)    |
| 6  | Узбеки         | 171 (0,70 %)      | ↗407 (0,49 %)     | ↗829 (0,78 %)      |
| 7  | Киргизы        | 63 (0,26 %)       | ↗141 (0,17 %)     | ↗485 (0,46 %)      |
| 8  | Татары         | 191 (0,78 %)      | ↗293 (0,35 %)     | ↗398 (0,38 %)      |
| 9  | Каракалпаки    | —                 | 8 (0,01 %)        | ↗322 (0,30 %)      |
| 10 | Немцы          | 85 (0,35 %)       | ↗246 (0,30 %)     | ↗322 (0,30 %)      |
| 11 | Украинцы       | 2 208 (8,99 %)    | ↘178 (0,22 %)     | ↗318 (0,30 %)      |
| 12 | Дунгане        | 3 (0,01 %)        | ↗18 (0,02 %)      | ↗313 (0,30 %)      |
| 13 | Корейцы        | 310 (1,26 %)      | ↘263 (0,32 %)     | ↘246 (0,23 %)      |
| 14 | Другие         | 642 (2,61 %)      | 412 (0,50 %)      | 1 356 (1,28 %)     |
| 15 | Всего          | 24 570 (100,00 %) | 82 784 (100,00 %) | 105 657 (100,00 %) |

### Религиозный состав
Религиозный состав Байзакского района согласно переписи 2009 года представляется следующим образом:
| № | Представители конфессии | Численность | Процентное соотношение |
| - | ----------------------- | ----------- | ---------------------- |
| 1 | Мусульмане              | 79 473      | 96,00 %                |
| 2 | Христиане               | 2 938       | 3,55 %                 |
| 3 | Буддисты                | 69          | 0,08 %                 |
| 4 | Иудеи                   | 10          | 0,01 %                 |
| 5 | Неверующие              | 189         | 0,23 %                 |
| 6 | Другие                  | 3           | 0,01 %                 |
| 7 | Отказались указать      | 102         | 0,12 %                 |
| 8 | Всего                   | 82 784      | 100,00 %               |

### Половозрастной состав
Согласно Национальной переписи Республики Казахстан 2009 года
| Возраст   | Мужчины, чел. | Женщины, чел. | Общая численность, чел. | Доля от всего населения, % |
| --------- | ------------- | ------------- | ----------------------- | -------------------------- |
| до 15 лет | 26 330        | 13 427        | 12 903                  | 31,81 %                    |
| 15—64 лет | 52 534        | 26 247        | 26 287                  | 63,46 %                    |
| от 65 лет | 3 920         | 1 638         | 2 282                   | 9,56 %                     |
| Всего     | 82 784        | 41 312        | 41 472                  | 100,00 %                   |

## Административно-территориальное устройство
| №  | Административная единица       | Административный центр | Количество населённых пунктов | Население, 1999 | Население, 2009 |
| -- | ------------------------------ | ---------------------- | ----------------------------- | --------------- | --------------- |
| 1  | Байтерекский сельский округ    | село Кусак             | 2                             | 1 959           | ↘957            |
| 2  | Ботамойнакский сельский округ  | село Байзак            | 3                             | 3 422           | ↗4 579          |
| 3  | Бурылский сельский округ       | аул Бурыл              | 2                             | 8 315           | ↗10 531         |
| 4  | Диханский сельский округ       | село Дихан             | 3                             | 2 467           | ↗2 841          |
| 5  | Жалгызтобинский сельский округ | село Жетыбай           | 3                             | 3 284           | ↘3 269          |
| 6  | Жанатурмысский сельский округ  | село Кокбастау         | 7                             | 2 790           | ↗3 653          |
| 7  | Кокталский сельский округ      | аул Коктал             | 1                             | 1 878           | ↗2 520          |
| 8  | Коптерекский сельский округ    | село Кенес             | 1                             | 2 213           | ↗2 276          |
| 9  | Костюбинский сельский округ    | село Талас             | 2                             | 4 048           | ↗4 474          |
| 10 | Кызылжулдызский сельский округ | село Красная Звезда    | 1                             | 4 593           | ↗5 070          |
| 11 | Мырзатайский сельский округ    | село Мырзатай          | 3                             | 2 352           | ↗2 530          |
| 12 | Сазтерекский сельский округ    | село Абай              | 3                             | 1 838           | ↘1 502          |
| 13 | Сарыкемерский сельский округ   | село Сарыкемер         | 1                             | 15 563          | ↗24 314         |
| 14 | Суханбаевский сельский округ   | село Жакаш             | 3                             | 2 462           | ↘2 064          |
| 15 | Темирбекский сельский округ    | село Тегистик          | 3                             | 2 229           | ↘2 113          |
| 16 | Туймекентский сельский округ   | аул Туймекент          | 2                             | 5 792           | ↗6 293          |
| 17 | Ульгулинский сельский округ    | село Ульгули           | 1                             | 1 427           | ↗1 783          |
| 18 | Ынтымакский сельский округ     | аул Мадимар            | 1                             | 2 087           | ↘2 015          |

История административно-территориального устройства района
По состоянию на 1989 год в Свердловском районе насчитывалось 43 населённых пункта, объединённых в 15 сельсоветов.
Решением Жамбылского областного маслихата и Акима Жамбылской области от 28 марта 1997 года «Об упорядочении административно-территориального устройства поселков, аулов (сел) и аульных (сельских) округов области»:
- Кызылжулдызский сельский округ был переведён из состава Жамбылского района в состав Байзакского соответственно.

Решением акима Жамбылской области от 21 июня 2001 года, из населённых пунктов Мырзатай и Дихан был образован Мырзатайский сельский округ с административным центром в селе Мырзатай.
Постановлением Жамбылского областного акимата от 29 апреля 2013 года № 95 и решением Жамбылского областного маслихата от 4 мая 2013 года № 12-3 «Об образовании нового сельского округа в Байзакском районе Жамбылской области и изменении границы Сарыкемерского сельского округа»:
- путём выделения из состава Сарыкемерского сельского округа населённых пунктов Базарбай, Кусак и северной части села Сарыкемер с нечетной стороны домов улицы Мамбет батыра, был образован сельский округ общей площадью 2492,3 гектар;
- образованному сельскому округу было присвоено наименование «Байтерек», административным центром был определён село Кусак;
- из Сарыкемерского сельского округа был исключён 3 021 гектара земли.

Постановлением акимата Жамбылской области от 4 декабря 2015 года № 294 и решением маслихата Жамбылской области от 14 декабря 2015 года № 43-9 «Об изменении границы (черты) Бурылского, Жалгизтюбинского и Мырзатайского сельских округов Байзакского района Жамбылской области»:
- из состава Жалгызтобинского сельского округа было выведено село Сенкибай общей площадью 141 гектар и было присоединено в состав Мырзатайского сельского округа;
- из состава Бурылского сельского округа в состав Жалгизтобинского сельского округа было переведено село Торткул общей площадью в 658 гектар.

Постановлением акимата Жамбылской области от 13 декабря 2019 года № 283 и решением Жамбылского областного маслихата от 12 декабря 2019 года № 41-10 «Об изменении границы (черты) Мырзатайского и Сазтерекского сельского округа Байзакского района Жамбылской области», в состав Мырзатайского сельского округа было присоединено 40,414 гектаров земли.
Совместным постановлением акимата Жамбылской области от 12 апреля 2021 года № 86 и решением Жамбылского областного маслихата от 12 апреля 2021 года № 4-4 «Об изменении границ Байтерекского и Сарыкемерского сельских округов Байзакского района Жамбылской области»:
- границы Сарыкемерского сельского округа были изменены путём включения в его состав северной части села Сарыкемер с нечетной стороны домов улицы Мамбет батыра общей площадью 576,3 гектаров из состава Байтерекского сельского округа.

### Населённые пункты
В Байзакском районе — 42 населённых пункта.
| №  | Населённый пункт | Тип                          | Население, 1999 | Население, 2009 | Административная единица       |
| -- | ---------------- | ---------------------------- | --------------- | --------------- | ------------------------------ |
| 1  | Абай             | село                         | 1 251           | ↘941            | Сазтерекский сельский округ    |
| 2  | Аймантобе        | аул                          | 695             | ↗844            | Диханский сельский округ       |
| 3  | Акжар            | аул                          | 1 281           | ↘1 098          | Туймекентский сельский округ   |
| 4  | Аккия            | село                         | 640             | ↘626            | Жалгызтобинский сельский округ |
| 5  | Актобе           | село                         | 349             | ↗359            | Сазтерекский сельский округ    |
| 6  | Акчулак          | станция                      | 495             | ↘295            | Жанатурмысский сельский округ  |
| 7  | Базарбай         | аул                          | 760             | ↘275            | Байтерекский сельский округ    |
| 8  | Байзак           | село                         | 2 784           | ↗3 884          | Ботамойнакский сельский округ  |
| 9  | Ботамойнак       | аул                          | 446             | ↗485            | Ботамойнакский сельский округ  |
| 10 | Бурыл            | аул                          | 5 033           | ↗6 689          | Бурылский сельский округ       |
| 11 | Дихан            | село                         | 1 394           | ↗1 437          | Диханский сельский округ       |
| 12 | Дихан            | село                         | 881             | ↘613            | Мырзатайский сельский округ    |
| 13 | Жакаш            | аул                          | 1 005           | ↘640            | Суханбаевский сельский округ   |
| 14 | Жанасаз          | село                         | 238             | ↘202            | Сазтерекский сельский округ    |
| 15 | Жанатурмыс       | село                         | 313             | ↗863            | Жанатурмысский сельский округ  |
| 16 | Женис            | село                         | 378             | ↗560            | Диханский сельский округ       |
| 17 | Жетыбай          | село                         | 1 986           | ↘1 945          | Жалгызтобинский сельский округ |
| 18 | Жибек Жолы       | аул                          | 305             | ↗329            | Жанатурмысский сельский округ  |
| 19 | Кайнар           | разъезд                      | 126             | ↗135            | Жанатурмысский сельский округ  |
| 20 | Кенес            | село                         | 2 213           | ↗2 276          | Коптерекский сельский округ    |
| 21 | Кокбастау        | село                         | 1 097           | ↗1 618          | Жанатурмысский сельский округ  |
| 22 | Кокозек          | село                         | 839             | ↘774            | Суханбаевский сельский округ   |
| 23 | Коктал           | аул                          | 1 878           | ↗2 520          | Кокталский сельский округ      |
| 24 | Костобе          | село                         | 1 511           | ↗1 553          | Костюбинский сельский округ    |
| 25 | Косы батыр       | село                         | 618             | ↗650            | Суханбаевский сельский округ   |
| 26 | Красная Звезда   | село                         | 4 593           | ↗5 070          | Кызылжулдызский сельский округ |
| 27 | Кумжота          | аул                          | 3 028           | ↗3 603          | Бурылский сельский округ       |
| 28 | Кусак            | село                         | 1 199           | ↘682            | Байтерекский сельский округ    |
| 29 | Мадимар          | аул                          | 2 087           | ↘2 015          | Ынтымакский сельский округ     |
| 30 | Мырзатай         | село                         | 1 471           | ↗1 917          | Мырзатайский сельский округ    |
| 31 | Сарыбарак        | село                         | 576             | ↗581            | Темирбекский сельский округ    |
| 32 | Сарыкемер        | село, административный центр | 15 563          | ↗24 314         | Сарыкемерский сельский округ   |
| 33 | Сенкибай         | аул                          | 658             | ↗698            | Мырзатайский сельский округ    |
| 34 | Талас            | село                         | 2 537           | ↗2 921          | Костюбинский сельский округ    |
| 35 | Тегистик         | аул                          | 270             | ↗319            | Жанатурмысский сельский округ  |
| 36 | Тегистик         | село                         | 860             | ↘736            | Темирбекский сельский округ    |
| 37 | Торегельды       | село                         | 184             | ↘94             | Жанатурмысский сельский округ  |
| 38 | Торткул          | село                         | 254             | ↗329            | Жалгызтобинский сельский округ |
| 39 | Туймекент        | аул                          | 4 511           | ↗5 195          | Туймекентский сельский округ   |
| 40 | Ульгули          | село                         | 1 427           | ↗1 783          | Ульгулинский сельский округ    |
| 41 | Ушбулак          | станция                      | 192             | ↗210            | Ботамойнакский сельский округ  |
| 42 | Шахан            | аул                          | 793             | ↗794            | Темирбекский сельский округ    |